# ميتشل باتلر
ميتشل باتلر (بالإنجليزية: Mitchell Butler)‏ مواليد 15 ديسمبر 1970 في لوس أنجلوس، هو لاعب كرة سلة أمريكي سابق بدأ مسيرته الاحترافية في سنة 1993. يبلغ طوله 6 قدم 5 بوصة (2.0 م). اعتزل اللعب في 2004.

## المسيرة الاحترافية
لعب مع واشنطن ويزاردز من سنة 1993 إلى 1996، ثم لعب مع بورتلاند ترايل بلايزرز في موسم 1996–1997، ثم لعب مع كليفلاند كافالييرز من سنة 1997 إلى 1999، ثم لعب مع زالغيريس لكرة السلة في موسم 1999–2000، ثم لعب مع بورتلاند ترايل بلايزرز في موسم 2001–2002، ثم لعب مع واشنطن ويزاردز في موسم 2003–2004.

## روابط خارجية
- ميتشل باتلر على موقع IMDb (الإنجليزية)
- ميتشل باتلر على موقع إن بي أي (الإنجليزية)
- ميتشل باتلر على موقع سبورتس رفرنس (الإنجليزية)
- ميتشل باتلر على موقع كرة السلة الأوروبية.كوم (الإنجليزية)
- ميتشل باتلر على موقع كلية كرة السلة في سبورتس رفرنس.كوم (الإنجليزية)
- ميتشل باتلر على موقع ريلجم (الإنجليزية)
- ميتشل باتلر على موقع بروبوليرز (الإنجليزية)